# Trycherus longanimis
Trycherus longanimis là một loài bọ cánh cứng trong họ Endomychidae. Loài này được Thomson miêu tả khoa học năm 1858.